# Rajabhat-Universität Uttaradit

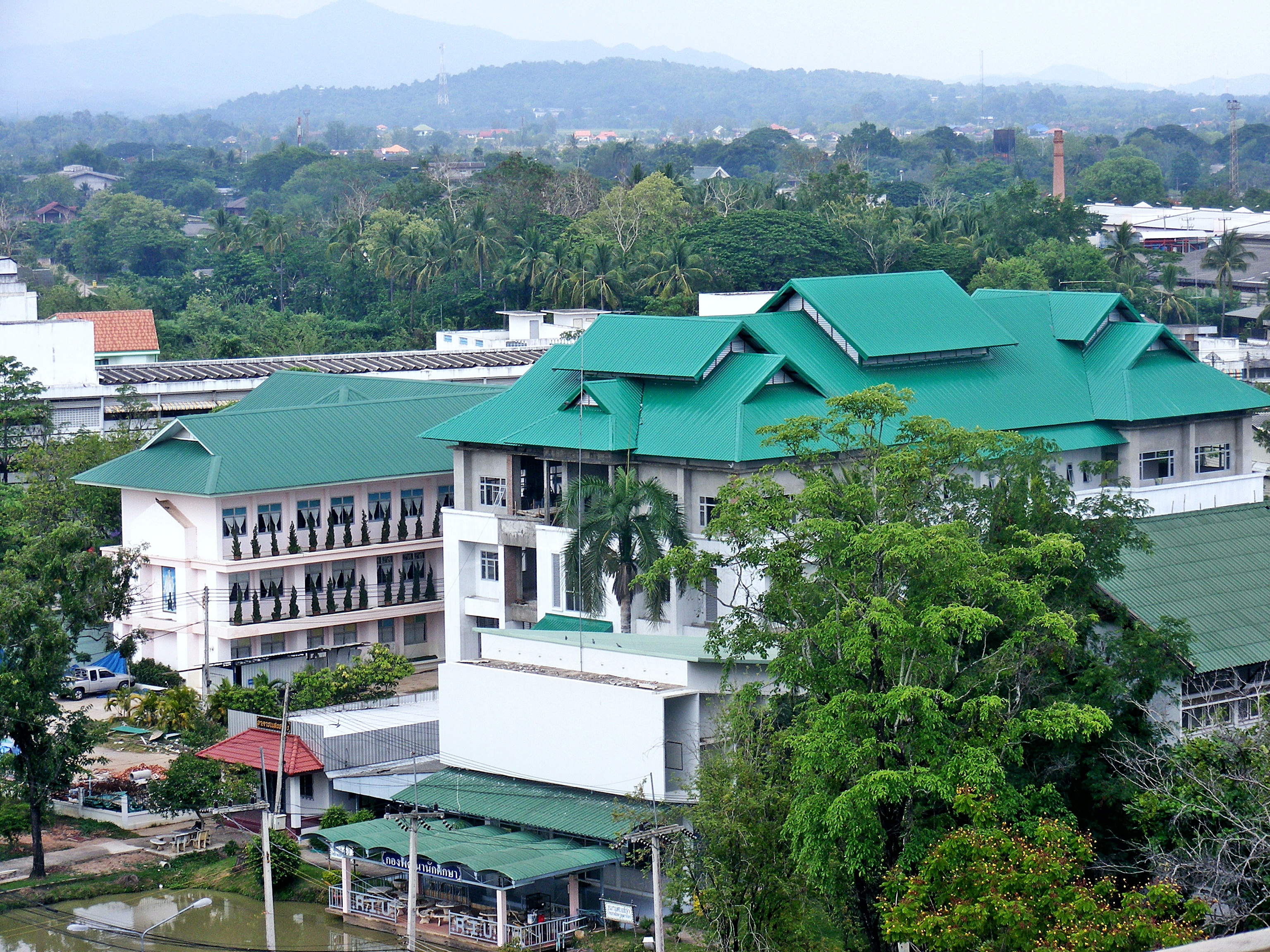
Rajabhat-Universität Uttaradit

Die Rajabhat-Universität Uttaradit (Thai: มหาวิทยาลัยราชภัฏอุตรดิตถ์, URU) ist eine öffentliche Universität in Thailand innerhalb des Rajabhat-Systems.

## Lage
Der Campus der Rajabhat-Universität Uttaradit liegt innerhalb der kleinen Stadt Uttaradit, Provinz Uttaradit in Nord-Thailand.

## Geschichte
Die Universität wurde am 1. August 1936 als das Lehrerkolleg Uttaradit gegründet und kam 1975 in das Rajabhat-System. Am 14. Juni 2004 wurden durch den Rajabhat University Act, der an diesem Tag von König Bhumibol Adulyadej unterzeichnet wurde, alle bisherigen Institute des Rajabhat-Systems zu Universitäten unter der Aufsicht der Kommission für tertiäre Ausbildung im thailändischen Bildungsministerium.

## Einrichtungen
Die Rajabhat-Universität Uttaradit hat sechs Fakultäten:
- Fakultät für Pädagogik
- Fakultät für Naturwissenschaft und Technik
- Fakultät für Management
- Fakultät für Gesellschaftswissenschaft
- Fakultät für Industrielle Technologie
- Fakultät für Landwirtschaft

Außerdem gibt es ein Graduiertenkolleg sowie ein internationales College.